# 1600 Vyssotsky
1600 Vyssotsky este o planetă minoră (asteroid), cu un diametru de 7,413 km, din centura de asteroizi. A fost descoperită pe 22 octombrie 1947 la Lick Observatory⁠(d) de Carl A. Wirtanen⁠(d) și a fost numită după Alexander Vyssotsky⁠(d). 
Obiectul prezintă o orbită caracterizată de o semiaxă mare de 1,8488058 UAi, o excentricitate de 0,04, o înclinație de 21,17298 ° în raport cu ecliptica.